# Kevin McCarthy (politician din California)
Kevin Owen McCarthy (n. 26 ianuarie 1965, Bakersfield, California, SUA) este un politician american din Partidul Republican. În prezent, McCarthy servește ca lider al minorității republicane în Camera Reprezentanților (din 2019). A fost lider al majorității în Camera condusă de John Boehner și Paul Ryan din 2014 până în 2019. Anterior a fost reprezentant pentru districtul congresual 22 din California, din 2007 până în 2013 și a servit în districtul 23 din 2013 după redistribuire.
McCarthy a prezidat anterior tinerii republicani din California și Federația națională a tinerilor republicani. El a fost reprezentant în Adunarea Statului California din 2002 până în 2006, în ultimii doi ani ca lider al minorității. A fost ales în Congres în 2006. Când republicanii au preluat controlul Camerei în 2011, el a devenit membru majoritar din 2011 până în august 2014, când a a fost ales lider majoritar pentru a-l înlocui pe Eric Cantor, care a fost învins la alegerile sale primare.
După ce republicanii și-au pierdut majoritatea la alegerile intermediare din 2018, iar liderul Paul Ryan s-a retras, McCarthy a fost ales lider al minorității în ianuarie 2019, făcându-l primul republican din California care a ocupat acest post.
McCarthy a fost un apărător constant al președintelui Donald Trump pentru cea mai mare parte a activității sale ca lider al majorității și lider al minorității. După ce Biden a câștigat alegerile prezidențiale din 2020, McCarthy a susținut poziția lui Trump negând victoria lui Biden și participând la eforturile legale de a „răsturna” rezultatele. McCarthy a condamnat ulterior protestele de la Capitoliului din 2021.